# Suslic de la plana del riu Snake
El suslic de la plana del riu Snake (Urocitellus brunneus) és una espècie de mamífer rosegador de la família dels esciúrids. És endèmic de la plana del riu Snake, al centre-sud d'Idaho (Estats Units). Té una llargada de cap a gropa de 154-185 mm i la cua curta (generalment de menys de 60 mm). El dors és bigarrat, amb una combinació de marró groguenc i groc pàl·lid, mentre que els flancs i el ventre presenten tonalitats grises. Entre el 1993 i el 2024 fou considerat una subespècie del suslic de Piute (U. mollis). El nom específic idahoensis significa ‘d'Idaho’ en llatí.